# Кнуд Вальдемарсен
Кнуд Вальдемарсен (ок. 1205—1260) — герцог Ревеля, Блекинге и Лолланна. Внебрачный сын датского короля Вальдемара II Победоносного (1170—1241).

## Биография
Его матерью была Елена Гуттормсдоттер, вдова датского дворянина Эсберна Снаре и дочери шведского ярла Гутторма. В 1219 году Кнут получил от своего отца титул герцога Ревеля (Таллина) в Эстонии, но в 1227 году восставшие эсты изгнали со своей земли датских феодалов.
В качестве компенсации за утрату Ревеля Кнут получил во владение провинцию Блекинге в 1242 году, которой он управлял до своей смерти. Герцог Кнут в 1246 году поддерживал своих единокровных братьев, принцев Абеля и Кристофера, в борьбе против датского короля Эрика IV, по приказу которого был заключен в тюрьму в Замке Стегеборг. Король Дании вынудил его обменять Блекинге на провинцию Лолланн, но вскоре провинция Блекинге была ему возвращена.
Кнут был женат на Ядвиге Померанской, дочери князя Восточного Поморья Святополка II. В браке у него родилось два сына:
- Эрик Кнудссон (ум. 1304), герцог Халланд
- Свантеполк Кнудссон[англ.] (ум. 1310), лорд Вибю в Эстергётланде

В 1330-х годах король Швеции Магнус II (1319—1364) пожаловал земли Блекинге и Листер во владение Кнуту Фолькассону, правнуку Кнута.